# 石井・ランシング協定
石井・ランシング協定（いしい・ランシングきょうてい、英語: Lansing–Ishii Agreement）は、1917年（大正6年）11月2日、アメリカ合衆国ワシントンD.C.で日本の特命全権大使・石井菊次郎とアメリカ合衆国国務長官ロバート・ランシングとの間で締結された中国での「特殊利益」に関する協定。この「特殊利益」については成立当初から当事者間に解釈の相違があった。公文による共同宣言という形式になっている。

## 概要
発表された文書では、日米間の協定の内容は、
1. 日本が中国大陸において「特殊利益」を持つこと
2. 中国の独立と領土保全
3. 中国における市場の門戸開放と機会均等を確認する

という内容だった。
さらに付属の秘密協定では、両国は第一次世界大戦に乗じて中国で新たな特権を求めることはしないことに合意している。
先述のように、この協定の「特殊利益」については成立当初から当事者間に解釈の相違があり、石井は「特殊利益」には経済的利益だけでなく地理的近接性から生じる政治的利益も含むと解釈していたのに対し、ランシングは「特殊利益」は実体的かつ経済的利益に限定されると解釈していた。
協定発表時に中国政府（中華民国・北京政府のこと。記事中華民国の歴史を参照）は協定に対する抗議を表明している。
1922年（大正11年）にワシントン会議で調印された九カ国条約の発効（1923年（大正12年）4月14日）により廃棄された。

## 交渉
交渉は1917年（大正6年）9月6日から開始された。交渉内容に関しては、ランシング国務長官から大統領に提出されたメモランダムが不完全で当事者間の応酬に関する部分が全く欠落していること、石井大使の外務大臣への報告も極めて簡単であることなど資料的制約が存在する。
日本から全権特使として米国に派遣された石井は、交渉前に大統領ウッドロウ・ウィルソンと会談し、中国における列強による勢力範囲の設定が市場の門戸開放と機会均等の妨げになっているという勢力範囲撤廃論に共鳴したといわれている。そこで石井は勢力範囲撤廃について外務大臣の本野一郎らに働きかけたが、9月15日の臨時外交調査会で対英関係や日露協約の合意を無視するものと伊東巳代治などから厳しい批判を受け、9月18日に「勢力範囲」には触れずに「特殊利益」の承認を求めるよう指示を受けた。当初作成されていた石井案は列強による勢力範囲体制の廃絶に言及し、門戸開放論を徹底したものだったが、石井は後年の『余録』で勢力範囲は独露両国が山東や満州で主張したものでウィルソンが主張するようにこれらを撤廃したほうが経済的に日本に有利と考えたとしている。
なお、日本は満州権益をその利権を共有してきたロシアとの四次にわたる日露協約による日露の協調を基礎に確保していたが、1917年発生した二月革命及び十月革命によってその変更を迫られた。そうした事情もあり、日本は満州権益を確保するためにロシアに代わりアメリカとの協調を模索していた。
石井は当初は日本側から原案を提示するつもりであったが、本国政府に否定されたために断念し、ランシング国務長官に原案作成を依頼してランシング原案は9月26日に提示された。
米国側は1915年3月に提示していたアメリカ合衆国国務長官（当時）ウィリアム・ジェニングス・ブライアンが発表した「ブライアン・ノート」以来、日本の特殊関係の主張を満蒙に限定していたがランシング原案ではこの限定が外されていた。これは第一次世界大戦に参戦した米国が日本の独自行動を牽制するために対日融和政策をとったとみられているが、揚子江流域への米国の資本進出の妨げになっていた既得優先権を持つイギリスの存在が影響しており、日本に対して譲歩しつつ中国に条約関係をもつすべての国に市場の門戸開放を求めようとしたという見方もある。
日本側の石井は、ランシング原案に対して本国の指示に従い「勢力範囲」の削除などいくつかの重要な要求を行ったため、ランシングの意図は大きく後退することになった。
10月2日、協定案が日本の臨時外交調査会で審議されたが、なお不十分とされ、交渉の末、11月2日に協定は発表された。